# Mieczysław Romański
Mieczysław Romański (ur. 4 października 1888 we Lwowie, zm. 29 lipca 1943 w Teheranie) – polski prawnik, pracownik bankowy i urzędnik konsularny, kapitan Armii Andersa.

## Życiorys

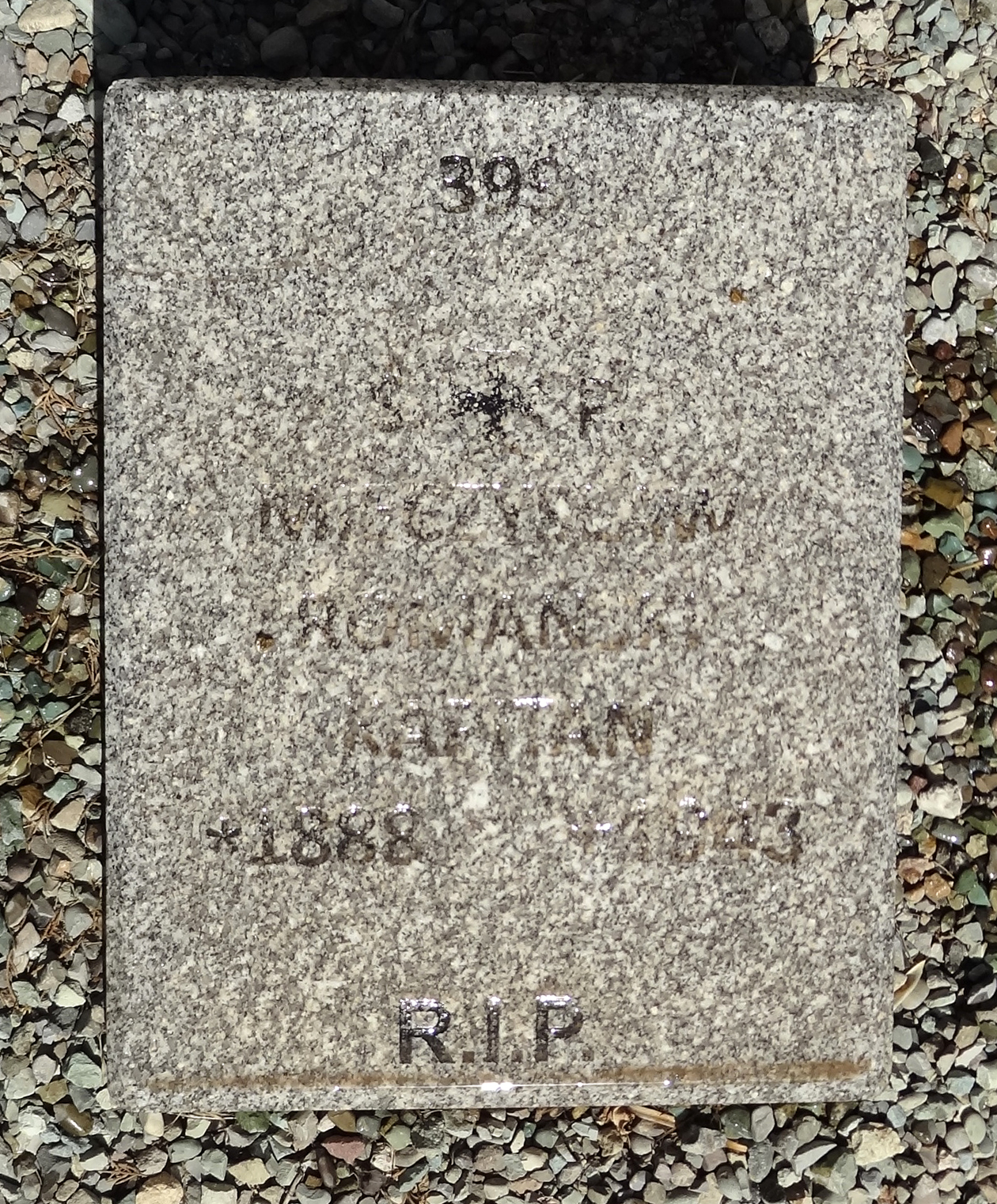
Grób kpta Mieczysława Romańskiego (po remoncie cmentarza), fot. Ivonna Nowicka

Syn Franciszka Romańskiego (1841-1909), księgowego i Matyldy (1869-1941). Absolwent gimnazjum we Lwowie (-1907), następnie ukończył studia na Wydziale Prawa Uniwersytetu Lwowskiego (-1913). Służył w armii austriackiej w której uzyskał stopień ppor. (-1917). Pracował we Lwowskim Banku Akcyjnym (-1927) i Narodowym Banku Polskim, kolejno we Lwowie, Bydgoszczy, Warszawie i Katowicach (1927-1939). W 1940 został aresztowany przy nielegalnym przekraczaniu granicy ZSRR z Węgrami i osadzony na 5 lat w Karagandyjskim obozie NKWD; zwolniony na mocy amnestii z 1941 wstąpił w stopniu kapitana do armii polskiej w ZSRR i objął funkcję przedstawiciela dowództwa Armii Polskiej w obwodzie Kustanajskim (1941) a następnie delegata Ambasady RP w Kustanaju (1942), skąd po aresztowaniu wraz z personelem placówki wydalony przez przejście graniczne w Gaudan do Iranu.
Pochowany na Polskim Cmentarzu Wojennym w Teheranie (kwatera VI - rząd 10 - grób 408), który położony jest na terenie cmentarza katolickiego.
Zrehabilitowany przez władze Kazachstanu z dniem 1 września 1999.